# Mihael Gaber
Mihael Gaber (tudi Miháo Gaber) (madžarsko Gáber Mihály), slovenski rimskokatoliški duhovnik v Slovenski okroglini, * 1753, Dolnji Slaveči, † 13. september 1815
Gaber je bil edini slovenski mecen Mikloša Küzmiča iz domačega kraja. Gaber je tudi prispeval k nastajanju prekmurskega knjižnega jezika. 
Rodil se je v isti vasi kot Küzmič. Posvetili so ga leta 1777. Med septembrom in decembrom je bil administrator v Pertoči, potem do januarja 1779 kaplan na Gornjih Petrovcih. Leta 1779 je dobil martjansko župnijo, kjer je navdušeni deloval. Küzmiča je podpiral gmotno, kot János Szily, sombotelski škof. Sodeloval je pri izdajanju Szvétih evangyeliomov, Molitvene knige in Krátke summe velikoga katekizmussa. 